# David Lång
David Lång (* 1972) ist ein schwedischer Politiker der Sverigedemokraterna.
Seit 2010 ist er Mitglied des schwedischen Reichstags. Am 10. Juni 2024 trat er zurück, nachdem er bei einer Wahlparty zur Europawahl zu dem Party-Hit «L’amour toujours» einen migrationsfeindlichen Text gesungen hatte.